# 고와정
고와정(河和町)은 아이치현 지타군에 설치되었던 정이다. 현재의 미하마정에 해당한다.